# علم هونغ كونغ (1871–1997)
كان علم هونغ كونغ بين عامي 1871 و1997 عبارة عن علم أزرق مع شعار هونغ كونغ على قرص أبيض. في هونغ كونغ، يُلقب أيضًا بعلم هونغ كونغ (بالصينية: 香港 旗) أو علم هونغ كونغ البريطانية (بالصينية: 英屬 香港 旗) أو علم التنين والأسد (بالصينية: 龍獅 旗).
في عام 1959، بعد منحة من كلية هيرالدز وبموافقة الملكة إليزابيث الثانية، تم اعتماده كعلم لهونغ كونغ البريطانية. بينما فقد العلم وضعه الرسمي بعد نقل سيادة هونغ كونغ في 1 يوليو 1997، فقد ظهر مرة أخرى في 2010 كرمز لزيادة استقلال هونغ كونغ والاحتجاج على حكم الحزب الشيوعي الصيني في هونغ كونغ.

## التاريخ

### الإحداث والاستعمال
قبل الحرب العالمية الثانية، لم يكن لهونغ كونغ علم رسمي واستخدمت سلسلة من الرايات الزرقاء بشارات العلم المختلفة. بعد الحرب، قرر محافظ هونغ كونغ، روبرت بلاك الحصول على منحة رسمية لشعار ليتم استخدامه في علم هونغ كونغ. تم تصميم العلم في عام 1958 من قبل جيفري كادزو هاميلتون المسؤول الإداري للخدمة المدنية، وتمت الموافقة على العلم من قبل مجلس هونغ كونغ التنفيذي، ثم من قبل كلية هيرالدز مع تعديلات طفيفة. تم تصميم الأذرع الموجودة على العلم مع سفن الجنك الصينية، التاج البحري، والأسد والتنين كمؤيدين، مع شعار أسد متوج على رأسه يحمل لؤلؤة؛ كانت هذه إشارة إلى لقب هونغ كونغ باسم «لؤلؤة الشرق». منحت الملكة إليزابيث الثانية أمرًا ملكيًا لشعار النبالة، والذي قدمه الأمير فيليب دوق إدنبرة، إلى المحافظ روبرت بلاك. وفي وقت لاحق، أعطى مستشارو الدولة للملكة الإذن نيابة عنها لاستخدام الشعار على الراية الزرقاء كعلم المستعمرة.

تم استخدام الراية الحمراء البريطانية كمعرف للسفن المسجلة، كما تم استخدام العلم لتمثيل هونغ كونغ في الأحداث الرياضية بما في ذلك الألعاب الأولمبية، على الرغم من استخدام النشيد الوطني البريطاني «فليحفظ الله الملكة»، للتتويجات الميداليات الذهبية. لم يكن للعلم أي حماية قانونية محددة، لم تكن هناك قوانين تحظر تدنيس العلم، على الرغم من كونه علم هونغ كونغ الوطني. بعد نقل سيادة هونغ كونغ المخطط، تم وضع خطط في التسعينيات لعلم جديد ليحل محل الراية الزرقاء. بعد منافسة عامة، تم اختيار علم أحمر به صورة نبات البوهينية ليكون العلم الجديد لهونغ كونغ. اكتسب هذا العلم الجديد وضعًا قانونيًا رسميًا ليحل محل الراية الزرقاء عند التسليم في 1 يوليو 1997.

الختم على العلم
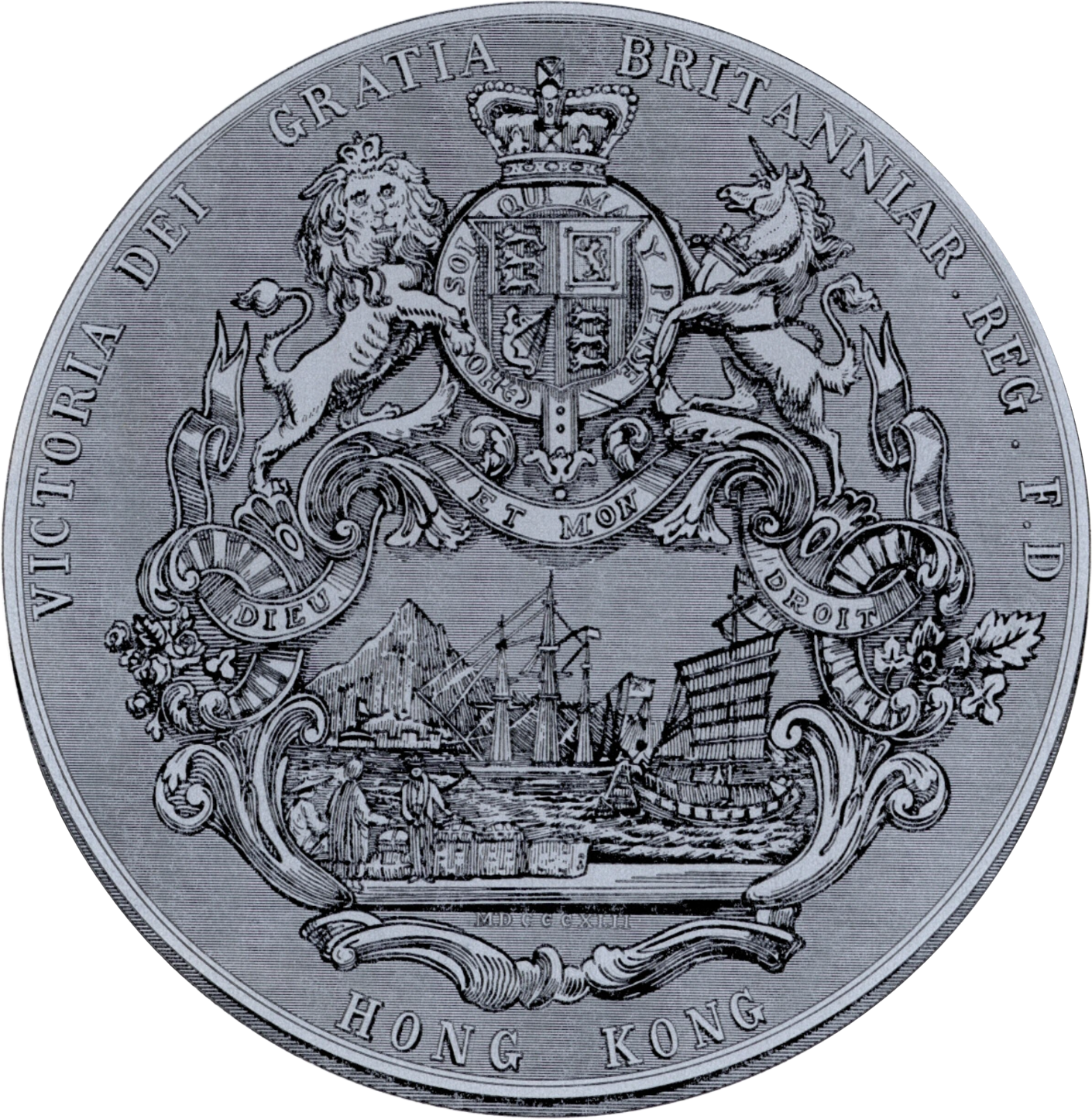
ختم هونغ كونغ العام (1842)
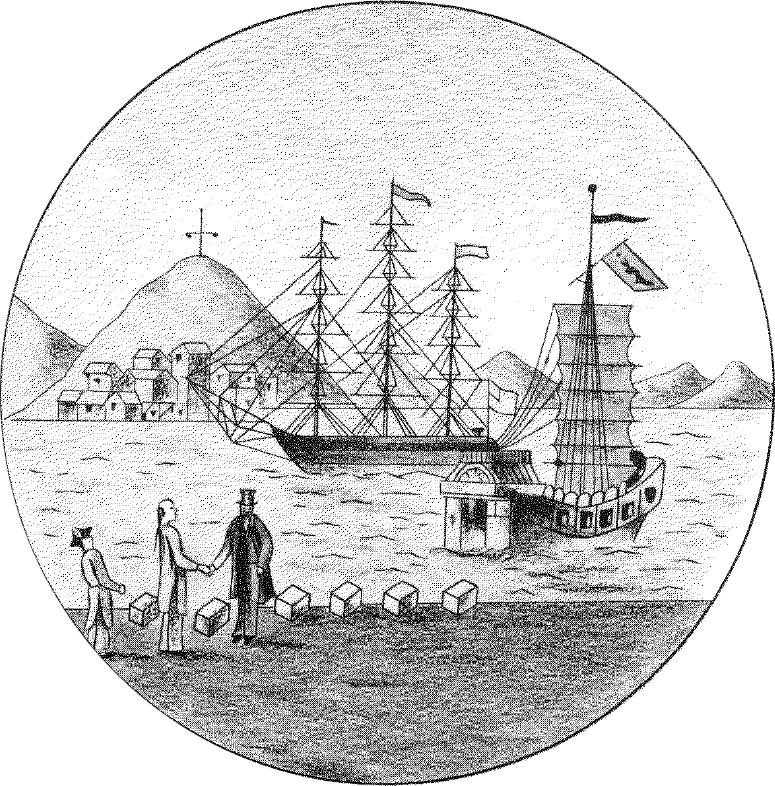
المسودة الأولى لختم هونغ كونغ (1868)
النسخة الأولى من ختم علم هونغ كونغ (1876–1955)
النسخة الأولى من ختم علم هونغ كونغ (1955–1959)

### بعد التسليم
بعد مراسم تسليم هونغ كونغ، عندما تم إنزال علامة علم الاتحاد وعلم هونغ كونغ الأزرق بسبب نهاية الحكم البريطاني في هونغ كونغ، فقد تم التخلي عن الراية الزرقاء وعوضت بعلم هونغ كونغ الحالي. في عام 2010، استخدم المتظاهرون علم هونغ كونغ السابق لتمثيل الاختلافات الثقافية بين هونغ كونغ والصين؛ تم استخدام العلم أيضًا للاحتجاج على التدخل الصيني في هونغ كونغ، وكذلك الانتهاكات الصينية المتصورة للاقتراع العام في هونغ كونغ (الممنوحة بموجب الإعلان الصيني البريطاني المشترك). جاء أول استخدام رفيع المستوى للعلم القديم في الاحتجاجات في عام 2011 خلال الاحتجاجات المؤيدة للتطور الديمقراطي في هونغ كونغ. ذكر المتظاهرون في كثير من الأحيان أنهم لم يستخدموا الراية الزرقاء لتأييد استقلال هونغ كونغ أو عودة هونغ كونغ إلى السيطرة البريطانية، بل لأنهم شعروا أن هونغ كونغ تتمتع بقدر أكبر من الحرية في ظل الحكم البريطاني. قال المتظاهرون أيضًا إنهم استخدموا العلم للتعبير عن القيم المتناقضة بين الصين وهونغ كونغ. يستخدم المدافعون عن حركة استقلال هونغ كونغ وحركة هونغ كونغ للحكم الذاتي مشتقًا من الراية الزرقاء، بدون علم الاتحاد ومع الأحرف الصينية لهونغ كونغ (香港) في وسط الذراعين بدلاً من اللغة الإنجليزية القياسية (Hong Kong). الحق في عرض العلم القديم محمي بموجب قانون شرعة الحقوق في هونغ كونغ وقانون هونغ كونغ الأساسي كتعبير عن حرية التعبير. على الرغم من ذلك، عندما بدأ العلم القديم بالظهور في الاحتجاجات، دعت الصحف الموالية لبكين إلى حظره. ينظر المعسكر المؤيد لبكين إلى العلم كرمز للاستعمار وتذكير بخسائر الصين خلال عصر إمبريالية جديدة.
رئيس هونغ كونغ التنفيذي آنذاك ساي ليانغ، طلب من الناس عدم استخدام الراية الزرقاء كرمز للاحتجاج على الحكومة، قائلاً: «الناس غير الراضين عن الحكومة لا يحتاجون إلى التلويح بالعلم البريطاني للتعبير عن استيائهم». صرح عضو اللجنة الدائمة للمكتب السياسي للحزب الشيوعي الصيني، يو تشنغ شنغ، أن «الشعب الصيني لن يقبل بعض سكان هونغ كونغ الذين يلوحون بالعلم الاستعماري» احتجاجًا على ذهاب المواطنين الصينيين إلى هونغ كونغ للولادة. ذكر النقاد أيضًا أن استخدام الراية الزرقاء كان قائمًا على وجهة نظر انتقائية للحكم البريطاني في هونغ كونغ، وبدلاً من ذلك أشاروا إلى الفصل المبكر وفرض الأحكام العرفية خلال شغب هونغ كونغ عام 1967.
على الرغم من كونه علم احتجاج شعبي، فقد طلب قادة حركة المظلة من المشاركين في الحركة عدم استخدام العلم، لأنهم كانوا يعتزمون الاحتجاج دون استفزاز السلطات الصينية أو شرطة هونغ كونغ عن قصد. تم استخدام العلم أيضًا خارج هونغ كونغ في المملكة المتحدة، تم استخدام الراية الزرقاء كرمز للاحتجاج للضغط على حكومة المملكة المتحدة لضمان الوفاء بالإعلان الصيني البريطاني المشترك. خلال احتجاجات هونغ كونغ 2019-20، عندما اقتحم المتظاهرون مجمع المجلس التشريعي، قاموا بلف علم هونغ كونغ البريطاني على مكتب رئيس المجلس التشريعي لهونغ كونغ على رأس الغرفة.

## التصميم

### مخطط الألوان
|                                      | أزرق          | أبيض        | أحمر        |
| ------------------------------------ | ------------- | ----------- | ----------- |
| النموذج اللوني أحمر أخضر أزرق        | 0، 36، 125    | 255-255-255 | 207، 20، 43 |
| نظام عد ستة عشري                     | #00247D       | #FFFFFF     | #CF142B     |
| النموذج اللوني سيان ماجنتا أصفر أسود | 100.72.0.18.5 | 0.0.0.0     | 0.91.76.6   |
| بانتون                               | 280 C         | "safe"      | 185 C       |

### تغييرات في التصميم
| العلم | التواريخ                                                                       | الاستخدامات                                                   |
| ----- | ------------------------------------------------------------------------------ | ------------------------------------------------------------- |
|       | 1871 – 23 مايو 1876 (استخدم لمدة 5 سنوات)                                      | علم مستعمرة التاج في هونغ كونغ.                               |
|       | 24 مايو 1876 – 25 ديسمبر 1941 16 أغسطس 1945 – ديسمبر 1955 (استخدم لمدة 75 سنة) | علم مستعمرة التاج في هونغ كونغ.                               |
|       | ديسمبر 1955 – 26 يوليو 1959 (استخدم لمدة 4 سنوات)                              | علم مستعمرة التاج في هونغ كونغ.                               |
|       | 27 يوليو 1959 – 30 يونيو 1997 (استخدم لمدة 38 سنة)                             | علم مستعمرة التاج في هونغ كونغ، ثم الإقليم التابع لهونغ كونغ. |

## معرض الصور

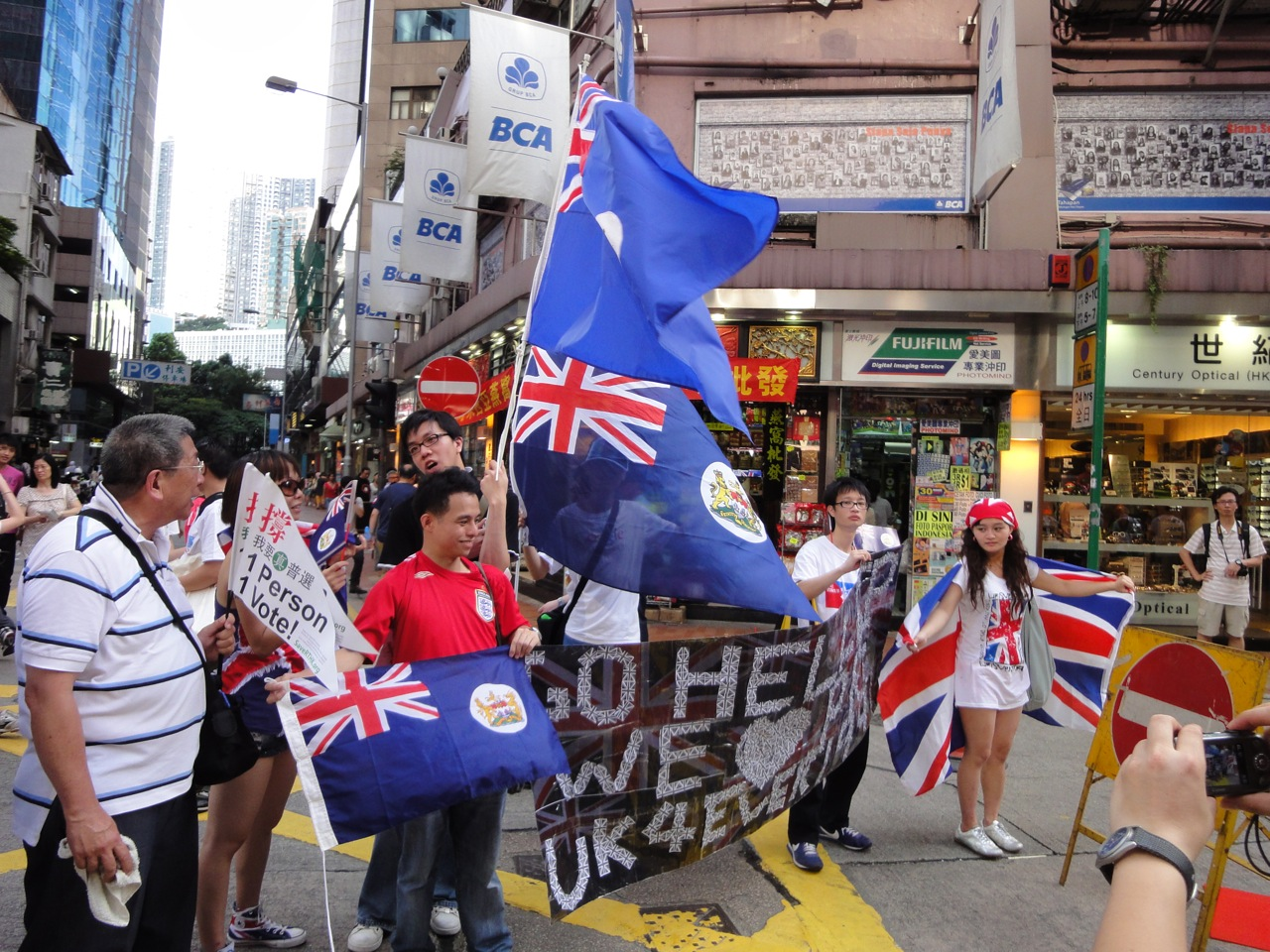
مواطنون يعرضون علم هونغ كونغ القديم في يوليو 2010.
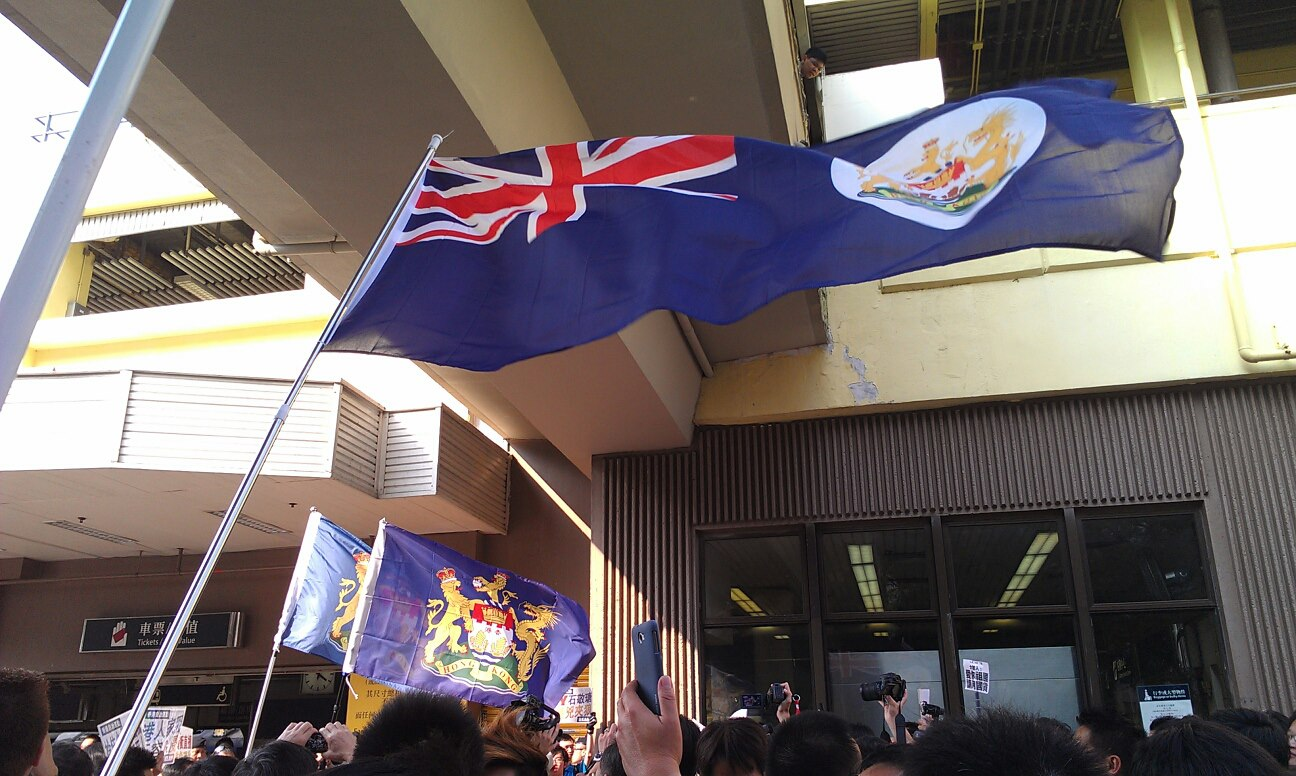
متظاهرون يرفعون علم هونغ كونغ القديم في 2012.
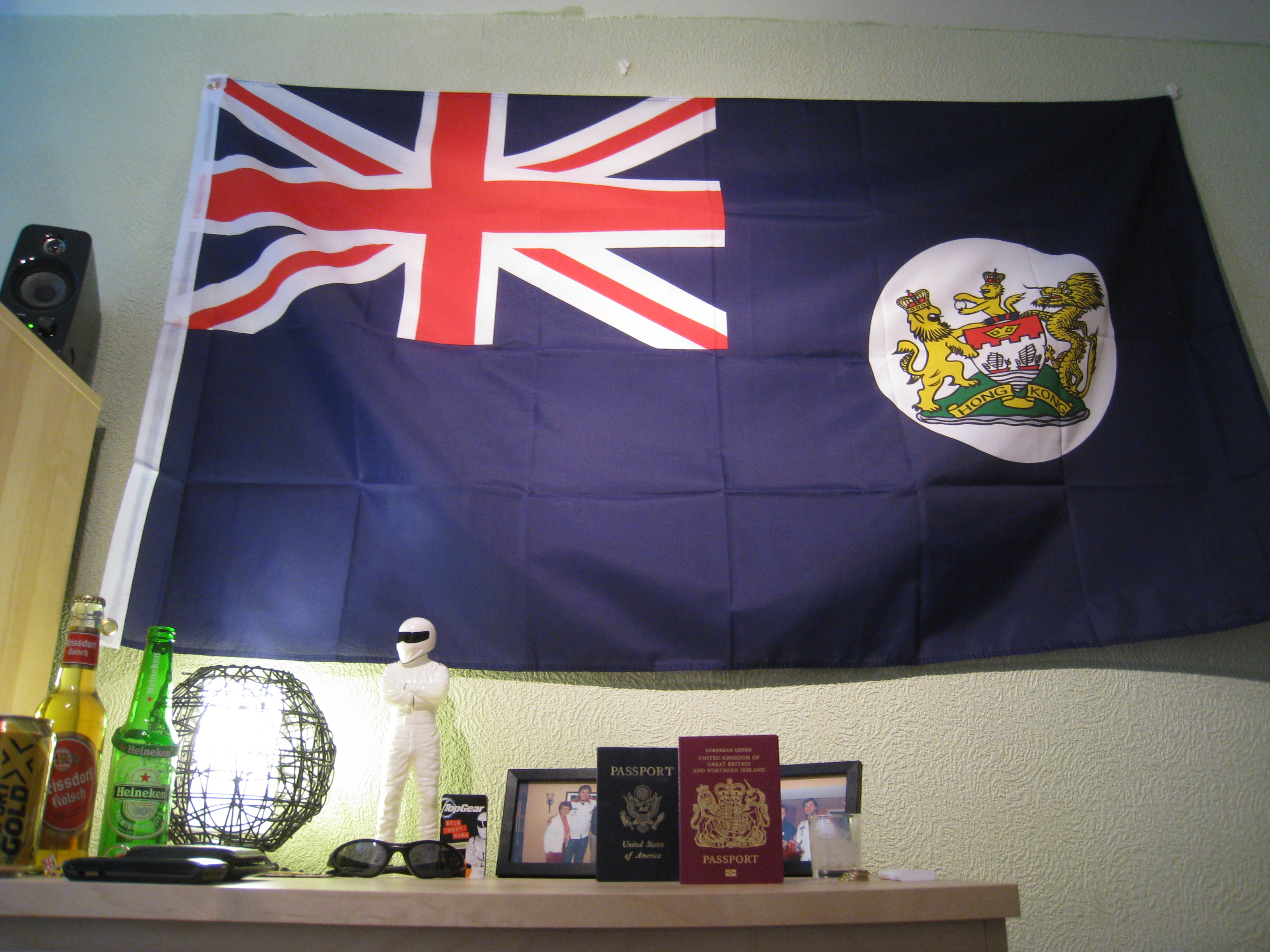
علم هونغ كونغ القديم.